# Лапануз-де-Сернон
Лапану́з-де-Серно́н (фр. Lapanouse-de-Cernon, окс. La Panosa de Sarnon) — коммуна во Франции, находится в регионе Окситания. Департамент — Аверон. Входит в состав кантона Корню. Округ коммуны — Мийо.
Код INSEE коммуны — 12122.
Коммуна расположена приблизительно в 550 км к югу от Парижа, в 140 км восточнее Тулузы, в 60 км к юго-востоку от Родеза.

## Население
Население коммуны на 2008 год составляло 118 человек.
| 1962 | 1968 | 1975 | 1982 | 1990 | 1999 | 2008 |
| ---- | ---- | ---- | ---- | ---- | ---- | ---- |
| 124  | 152  | 130  | 142  | 111  | 99   | 118  |

## Экономика
В 2007 году среди 65 человек в трудоспособном возрасте (15—64 лет) 55 были экономически активными, 10 — неактивными (показатель активности — 84,6 %, в 1999 году было 60,4 %). Из 55 активных работали 48 человек (27 мужчин и 21 женщина), безработных было 7 (4 мужчин и 3 женщины). Среди 10 неактивных 4 человека были учениками или студентами, 5 — пенсионерами, 1 был неактивным по другим причинам.